# جرائم الحرب خلال الغزو الروسي لأوكرانيا 2022

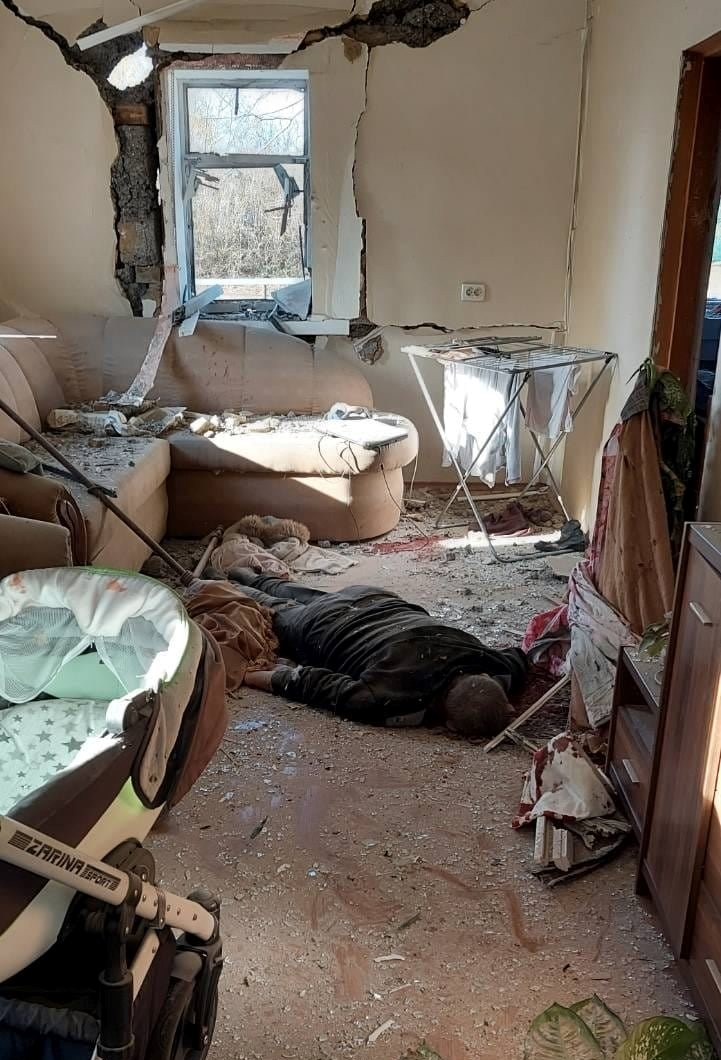
مقتل مدني أوكراني خلال القصف الروسي على تشيرنيهيف.

وفقًا للعديد من المتخصصين الغربيين، فإنَّ غزو أوكرانيا – وهو جزءٌ من الحرب الروسية الأوكرانية التي بدأت في عام 2014 – يُعدُّ انتهاكًا لميثاق الأمم المتحدة ويُشكِّل جريمة عدوان وفقًا للقانون الجنائي الدولي. وقعت العديد من الهجمات العشوائيّة على المناطق المدنية من قبل القوات الروسية خلال غزوها لأوكرانيا عام 2022، وهو ما قد يُشكّل جرائم حرب حسبَ القوانين الدوليّة.

## جريمة عدوان
لقد انتهكَ غزو روسيا لأوكرانيا ميثاق الأمم المتحدة الذي يحظرُ العدوان ويعتبرهُ جريمة عدوانٍ وفقًا للقانون الجنائي الدولي. هناك عقبات إجرائية كبيرة أمام محاكمة القادة الروس على جريمة العدوان في المحكمة الجنائية الدولية، ومع ذلك يُمكن مقاضاة جريمة العدوان في البلدان التي تسمح بالولاية القضائية العالميّة على مثل هذه الجرائم. في حين يتمُّ مناقشة العديد من الأحداث في الغزو حول ما إذا كانت تُشكّل جريمة حرب، فإن الإجماع العام يصنفها على هذا النحو.

## الهجمات على مناطق مدنيّة

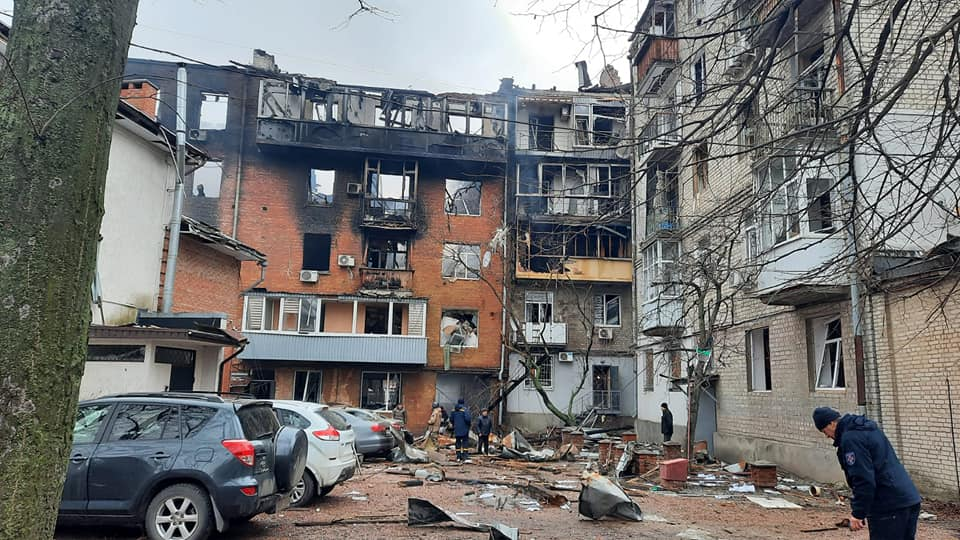
صورة تُظهر آثار قصفٍ روسيّ طالَ عددًا من المباني السكنيّة في منطقة خاركيف

ذكرت منظمة العفو الدولية في الخامس والعشرين من شباط/فبراير 2022 أنَّ القوات الروسية «أظهرت تجاهلاً صارخًا لأرواح المدنيين باستخدامِ الصواريخ الباليستية والأسلحة المتفجّرة الأخرى ذات الآثار الواسعة في المناطق المكتظة بالسكان». زعمت روسيا زورًا – بحسبِ المنظمة – أنها استخدمت أسلحة دقيقة التوجيه فقط، فيما وثَّقت العفو الدولية ثلاث هجماتٍ في فولدار وخاركيف وأومان تميّزت بالعشوائيّة ويُمكن أن تكون جرائم حرب. وقعَ هجوم أومان في تمامِ الساعة 07:00 (بالتوقيت العالمي المنسق) في 24 شباط/فبراير، وأسفرَ عن مقتل مدني وإلحاق أضرارٍ بمطعم، فيما بدأَ هجوم خاركيف على الساعة 08:00 وشملَ عمارات سكنيّة وتسبب هو الآخر في سقوط مدني واحد.
في حوالي الساعة 4:00 مساءً (بالتوقيت العالمي المنسق) من يوم 25 شباط/فبراير، انتشرَ مقطع فيديو على وسائل التواصل الاجتماعي يُصوّر مركبة مدنيّة في أوبولون شمالي كييف وهي تتعرضُ للدهس والسحق من قِبل دبابة روسية انجرفت عمدًا في الطريق نحوها. نج الراكب الوحيد في السيارة من الحادث من الموت لكنّه تعرَّضَ لعددٍ من الإصابات. دارَ جدلٌ لاحقٌ حولَ ما إذا كان سائقُ الدبابة الروسيّة قد انحرفَ عمدَا نحو السيارة المدنيّة، أو ما إذا كان قد فقد السيطرة على عجلة القيادة. نُشر بعدها مقطع فيديو من زاوية مختلفة يُظهر قافلة عسكريّة (كانت الدبابة التي دهست السيارة المدنيّة جزءًا منها) تتعرَّضُ لكمين، فتنحرفُ الدبابة المعنيّة إلى اليسار واليمين جرّاء الكمينِ على ما يبدو وذلك قُبيل عدة ثوانٍ من الحادث.
تعرَّضت سفينتان تجاريتان مدنيتان ترفعانِ أعلام دول محايدة للقصف في البحر الأسود في 25 شباط/فبراير. قصفت السفن الحربية الروسية ناقلة المواد الكيميائية المولدوفية إم في ميلينيال سبيريت (بالإنجليزية: MV Millennial Spirit) وسفينة الشحن اليابانية نامورا كوين التي ترفعُ علم بنما. استهدفت المدفعيّة الروسية في الأول والثاني من آذار/مارس حيًا مكتظًا بالسكان في ماريوبول وقصفته لمدة 15 ساعة تقريبًا، ونتيجةً لذلك فقد دُمِّر الحيُّ بشكلٍ كبيرٍ، حيث أفاد نائب رئيس البلدية سيرغي أورلوف أنَّ «مئات الأشخاص على الأقل [لقوا] حتفهم».
أصدرَ مكتبُ المفوضية السامية للأمم المتحدة لحقوق الإنسان في الثالث من آذار/مارس بيانًا قال فيه إنه سجَّل ما لا يقلُّ عن 1006 ضحايا مدنيين في الأسبوع الأول من الغزو، لكنّه يعتقد أن «الأرقام الحقيقية أعلى بكثير»، كما أصدرت منظمة الصحة العالمية في السادس من آذار/مارس بيانًا آخر قالت فيه إنَّ لديها دليلًا على تعرض العديد من مراكز الرعاية الصحيّة في أوكرانيا للهجوم، حيث قال المدير العام تيدروس أدهانوم غيبريسوس إنَّ «الهجمات على مرافقِ الرعاية الصحيّة أو العُمَّال تنتهكُ الحياد الطبي وتُشكّل انتهاكاتٍ للقانون الإنساني الدولي».

### استخدام الذخائر العنقوديّة
حصلَ هجوم فولدار على الساعة 10:30 (بالتوقيت العالمي) في 24 شباط/فبراير، فبدأ بسقوطِ صاروخ 9 إم 79 توشكا بجوارِ مستشفى متسبّبًا في مقتلِ أربعة مدنيين. وصفت منظمة العفو الدولية هذا الهجوم بأنّه «دليل دامغ على انتهاكات القانون الإنساني الدولي والقانون الدولي لحقوق الإنسان» من قِبل القوات الروسية. وجدت هيومن رايتس ووتش أنَّ الهجوم على مستشفى فولدار استخدم ذخيرة عنقوديّة من نوعِ 9 إن 123، وهو نوعٌ من الأسلحة المحظورة من قِبل معظم الدول بموجب اتفاقية الذخائر العنقوديّة وذلك بسببِ خطرها المباشر والطويل الأمد على المدنيين. تحتوي القنبلة 9 إن 123 على خمسين ذخيرة صغيرة منفردة من طراز 9 إن 24، وتنقسمُ كلٌّ منها إلى 316 قنبلة صغيرة. استندت هيومن رايتس ووتش في تحليلها إلى اتصالات مع إدارات المستشفيات والبلديات وأدلة فوتوغرافية متعددة. دعت رايتس ووتش القوات الروسية إلى الكفِّ عن شنِّ «هجمات غير قانونية بأسلحة تقتلُ وتُشوّه بشكل عشوائي». نفى السكرتير الصحفي الروسي دميتري بيسكوف هذه المعلومات، قائلاً إنَّ مثل هذه الأنواع من الذخيرة تملُكها القوات المسلحة الأوكرانيّة.
صرَّحت منظمة العفو الدولية في 27 شباط/فبراير بأنَّها قامت بتحليلِ عددٍ من الأدلة التي أظهرت أنَّ الذخائر العنقودية الروسية من صاروخ بي إم -27 أوراغان عيار 220 ملم قد أصابت روضة أطفال في أوختيركا حيث كان المدنيون يحتمون في 25 فبراير، وهو ما أسفرَ عن مقتل ثلاثة أشخاص بينهم طفل. أظهر مقطع فيديو صوّرتهُ طائرة مسيَّرة أربع إصابات على سطح دار الحضانة، وثلاث على الأرض بجوار المدرسة، واثنين من المدنيين المصابين أو القتلى، وبركٍ من الدماء وذلك بعدما حلَّلت 65 صورة وفيديو للحدث وأجرت مقابلات مع السكان المحليين. ذكرَ المجموعة الصحافية الاستقصائيّة التي تتخذُ من هولندا مقرًا لها بيلنجكات أنّه عُثر على بقايا صاروخ 9 إم 27 كاي على بعد 200 متر شرق روضة الأطفال. تمركزت القوات الروسية غرب أختيركا. ووصفت منظمة العفو نوع الصاروخ بأنّه «غير موجه ومن المعروف أنه غير دقيق» ووصفت الهجوم بأنه جريمة حرب محتمَلَة ينبغي التحقيق فيها. ذكرت هيومن رايتس ووتش في الرابع من آذار/مارس أنَّ القوات الروسية أطلقت ذخائر عنقودية على ثلاث مناطق سكنية على الأقل في خاركيف وذلك في 28 شباط/فبراير ما أسفرَ عن مقتل ثلاثة مدنيين على الأقل.

### استهداف الممرات الانسانيّة

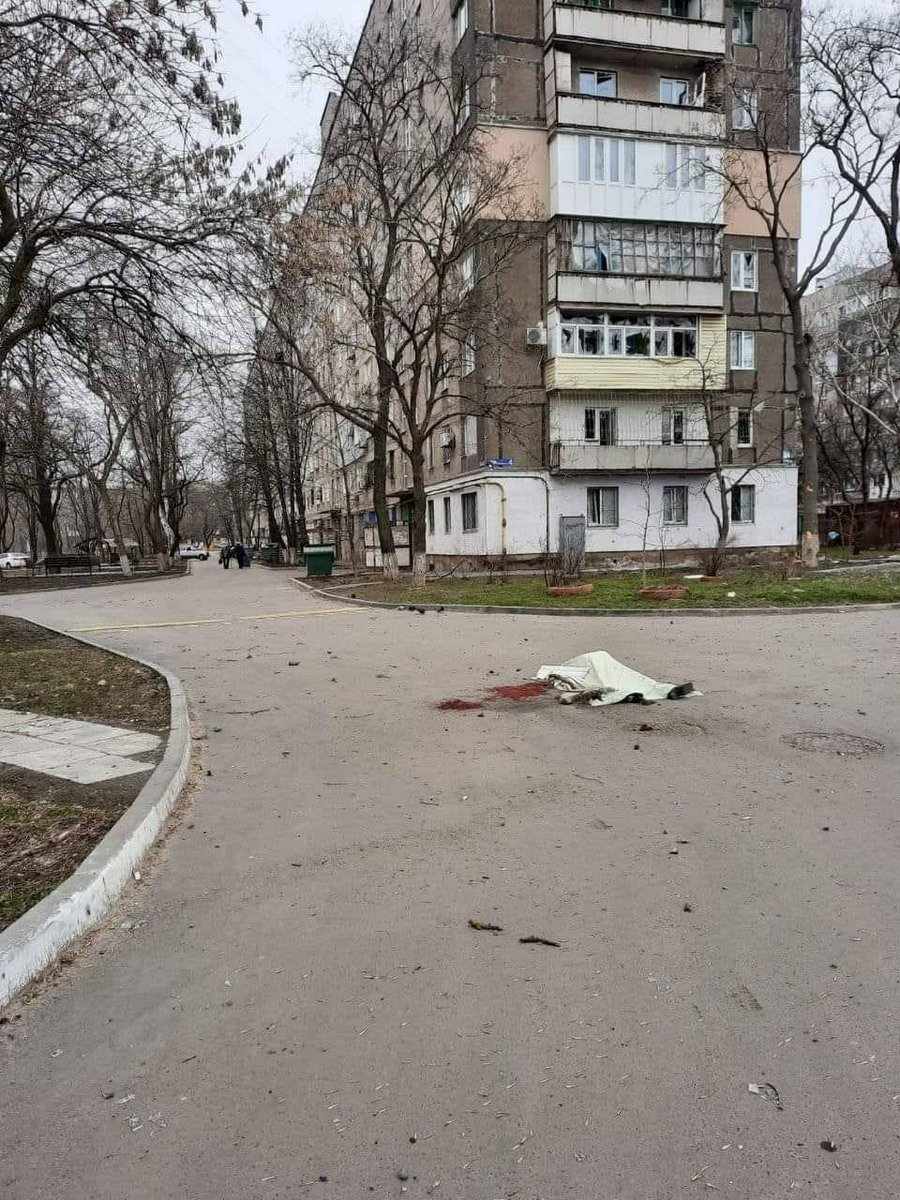
ضحيّة هجوم روسي في ماريوبول في آذار/مارس 2022

خلال حصار ماريوبول، كانت هناك عدّة محاولات لإنشاء ممرِّ إجلاءٍ إنساني لإجلاء المدنيين من المدينة، لكنَّها باءت بالفشل بسببِ استهداف القوات الروسيّة للممر. أُعلنَ في الخامس من آذار/مارس عن وقفِ إطلاق النار لمدة خمس ساعات، لكن عمليات الإجلاء توقَّفت بسرعة بعد استمرارِ القصف خلال الوقت المعلَن. أعلنت اللجنة الدولية للصليب الأحمر في اليومِ الموالي فشل المحاولة الثانيّة لإنشاء ممر إجلاء آمن، ثمّ أعلنت ذاتُ اللجنة في السابع من آذار/مارس أنها وجدت أنَّ أحد الطرق المدرجَة لعمليات الإجلاء أثناء وقف إطلاق النار قد تم إلغاؤه. أصدرت هيومن رايتس ووتش في اليومِ التالي بياناً جاءَ فيه أنَّ الهجمات على ممر الإخلاء يُحتمل أن تُشير إلى أنَّ «القوات الروسية انتهكت التزاماتها بموجب القانون الإنساني الدولي»، رغمَ أن مراسلي صحيفة نيويورك تايمز أكَّدوا أنَّ القوات الأوكرانية أطلقت هي الأخرى قذائف هاون في اتجاه القوات الروسية من موقع عسكري يبعدُ حوالي 180 مترًا عن الموقع.
مزاعم بارتكاب جرائم حرب أثناء محاولات الإجلاء من ماريوبول
وصفَ سفير الولايات المتحدة لدى منظمة الأمن والتعاون في أوروبا مايكل كاربنتر في السابع من آذار/مارس حادثين وقعا في ماريوبول يومي 5 و6 مارس باعتبارهما جرائم حرب، وذكر أنه في كلا التاريخيْن قصفت القوات الروسية ممرات إخلاء متفَقٌ عليها بينما كان المدنيّون يُحاولون الخروج عبرها.

### استخدام الأسلحة الحراريّة
صرَّحت أوكسانا ماركاروفا السفيرة الأوكرانيّة لدى الولايات المتحدة في الثامن والعشرين من شباط/فبراير أنَّ القوات الروسية استخدمت قنبلة حرارية في أوختيركا. لا يحظرُ القانون الدولي استخدام الذخائر الحرارية أو أجهزة التفجير التي تعملُ بالوقود والهواء أو القنابل الفراغيّة ضد الأهداف العسكرية، لكنَّ استخدامها ضد السكان المدنيين محظورٌ بموجبِ اتفاقية الأمم المتحدة المتعلّقة بأسلحة تقليدية معيّنة. ادَّعت ماركاروفا أن استخدام الأسلحة الحراريّة ينتهكُ اتفاقيات جنيف، فيمَا قالت السكرتيرة الصحفيّة للبيت الأبيض جين بساكي إنها اطلعت على تقارير ولكن ليس لديها تأكيدٌ على استخدام روسيا لمثلِ هذه الأسلحة، وأضافت في إفادة صحفيّة: «إذا كان هذا صحيحًا، فمن المحتملِ أن تكون جريمة حرب». لقد دمَّر الهجوم قاعدة عسكرية أوكرانية، وأسفر عن مقتلِ نحو 70 جنديًا.

## استهداف محطات الطاقة النووية
هاجمت القوات الروسية في الثالث من آذار/مارس محطة زاباروجيا للطاقة النووية وهي أكبرُ محطّةٍ في أوروبا. أدى ذلك إلى قلقِ الكثيرين في جميع أنحاء العالم بشأنِ حادثة شبيهة بكارثة تشيرنوبيل، لكن ولحسن الحظ فقد كانت المفاعلات الحديثة لديها العديد من إجراءات السلامة لمنع حوادث مشابهة لما حصلَ في تشيرنوبيل. قامَ عمال المحطّة قُبيل استهداف الروس لها بتنشيطِ قضبان التحكّم لتجنّب أيِّ انهيارٍ محتملٍ. استهدفَ القصف الروسي عدّة مبانٍ منها وحدةُ كهرباء على مقربةٍ من المفاعلات النوويّة وهو ما تسبَّبَ في اندلاعِ حريقٍ لكنّه سُرعان ما أُخمد. وصفت السفارة الأمريكية في أوكرانيا في تلك الليلةِ القصف الروسي لمحطة الطاقة النوويّة بأنّه «جريمة حربٍ» تهدفُ إلى إقامة ما سمَّتهُ «عهد الإرهاب» (بالإنجليزية: A Reign Of Terror). اتهمَ الرئيس الأوكراني فولوديمير زيلينسكي في نفسِ اليوم نظيرهُ الرئيس الروسي فلاديمير بوتين بارتكابِ ما وصفهُ «الإرهاب النووي» من خلال الأمر بشنِّ هجومٍ على المحطَّة.
قالَ المدير العام للوكالة الدولية للطاقة الذريّة رافائيل ماريانو غروسي في السابع من آذار/مارس لمجلسِ محافظي الوكالة الدولية للطاقة الذرية إنَّ «العمليات العسكرية في منشآت الطاقة النووية في أوكرانيا تسبَّبت في خطرٍ غير مسبوقٍ يتمثل في وقوع حادث نووي، مما يهدد حياة الأشخاص الذين يعيشون في أوكرانيا وبلدان أخرى بما في ذلك الدول المجاورة وبينهم روسيا».

## معاملة أسرى الحرب
انتشرت على مواقع التواصل الاجتماعي عددٌ من الفيديوهات التي تُصوّر جنودًا روس في قبضة قوات أوكرانيّة في الغالب. ظهر الأسرى في عددٍ من المقاطع وهم يتحدثون أو يُوجّهون رسائل لقادتهم أو شعبهم وذلك تحتَ نوعٍ من الإكراه وقد استُخدمت هذه المقاطع لغرضِ الدعايّة الأوكرانيّة. أثارت مقاطع الفيديو هذه مخاوف بشأن الانتهاكات المحتملة لاتفاقيات جنيف، ولا سيما المادة 13 من اتفاقية جنيف الثالثة، التي تنصُّ على وجوب حماية أسرى الحرب من الإهانات والإكراه. أصدرت منظمة العفو الدولية في السابع من آذار/مارس بيانًا جاء فيه أنه «من الضروري أن تَحترم جميع أطراف النزاع حقوق أسرى الحرب احترامًا كاملًا»، وقالت إنَّ أسرى الحرب الذين صُوّروا وعائلاتهم قد يتعرضون لخطر الأعمال الانتقامية بعد إعادتهم إلى أوطانهم.

## الهجمات على المدنيين

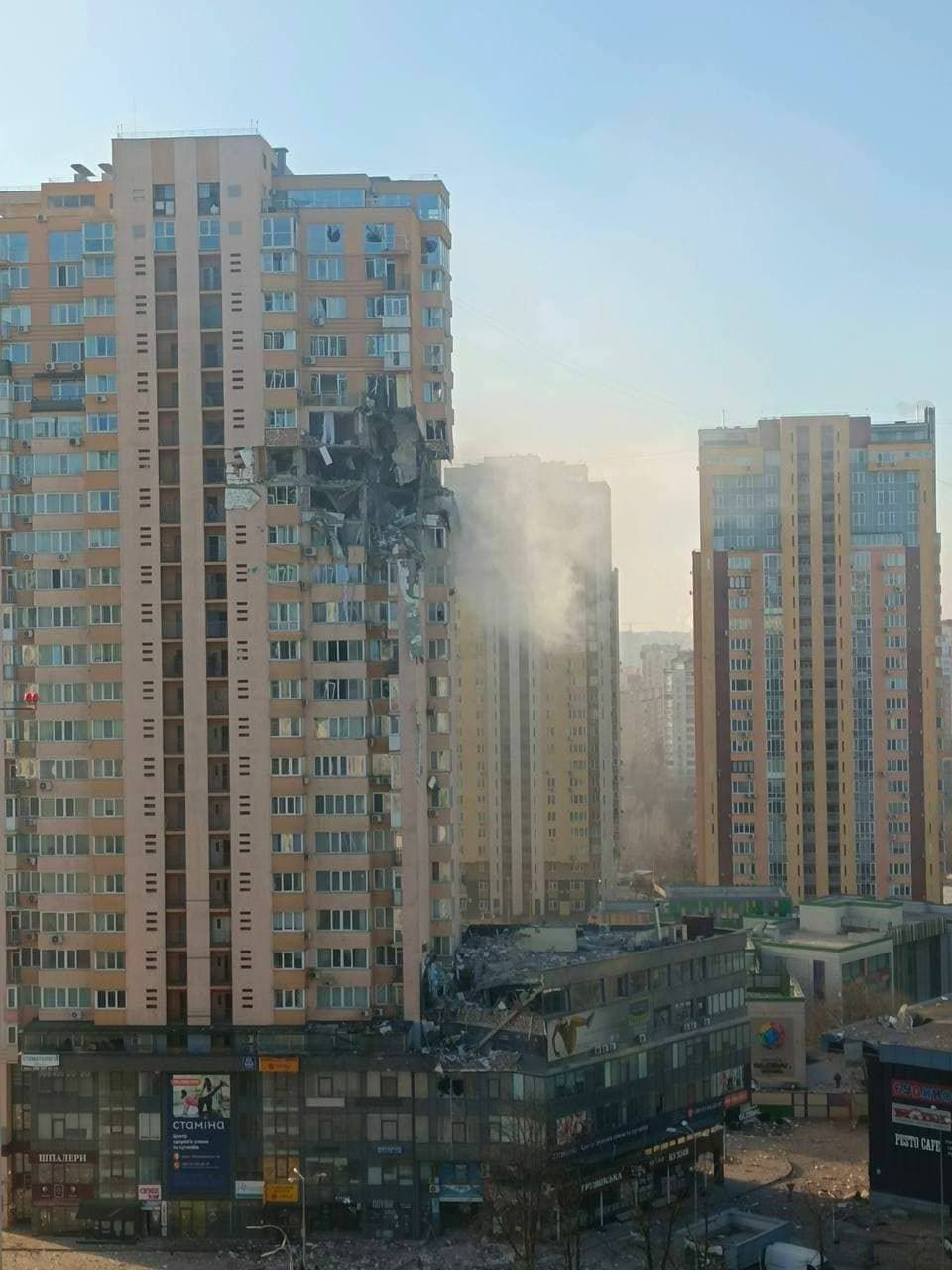
صورة تُبرز مبنى سكنيّ في العاصمة الأوكرانيّة كييف بعد قصفٍ روسيّ طاله في السادس والعشرين من شباط/فبراير 2022.

### الهجمات على المستشفيات
أفادت منظمة الصحة العالمية في الحادي عشر من آذار/مارس أنه كان هناك 26 هجومًا روسيًا تمَّ التحقق منه على مرافق الرعاية الصحية في أوكرانيا، في الفترة الممتدة بين 24 شباط/فبراير و 11 آذار/مارس 2022. أبلغت الصحة العالمية في العاشر من مارس أيضًا عن 5 هجمات على سيارات الإسعاف أو العاملين الطبيين خارج مرافق الرعاية الطبية وذلك حتى الثامن من مارس.

### مجزرة تشيرنيهيف
قتلت القوات الروسيّة في الثالث من آذار/مارس 47 مدنيًا في مدينةِ تشيرنيهيف وذلك خلال وقوفهم في طابورٍ طويلٍ للحصول على الخبز. لم تُحدّد منظمة العفو الدولية أيَّ أهدافٍ عسكريّة بالقربِ من موقع المجزرة، فاعتبرت المنظمة هذا الهجوم جريمة حرب.

### قصف سومي
في مساء وطوال ليلة السابع من آذار/مارس، نفذت القوات الروسية غارة جوية على حي سومي السكني، فقتلت نحو 22 شخصًا بينهم 3 أطفال. بموجبِ التوجيه الإجرائي الذي قام بهِ مكتب المدعي العام في مقاطعة سومي، فقد تمَّ الشروع في إجراءات جنائيّة لإدانة الروس بانتهاك قوانين وأعراف الحرب.

### منطقة خاركيف
قُتل حتى الرابع من آذار/مارس ما مجموعهُ 122 مدنيًا من بينهم خمسة أطفال في منطقة خاركيف. قَصفت القوات الروسية في الثامن من مارس مستشفى في إيزيوم، وهو ما تسبَّبَ في تدميرِ المستشفى بالكامل. اعتبرت سلطات المنطقة هذا القصف جريمة حرب.
إطلاق نار بوتشا
قتلت القوات الروسية في الرابع من آذار/مارس ثلاثة مدنيين أوكرانيين عُزَّل كانوا قد قدَّموا لتوهم طعامًا للكلاب في مأوى للكلاب في مدينة بوتشا بالقربِ من كييف.
قصف إربين
قصفت القوات المسلحة الروسية في السادس من آذار/مارس 2022 من الساعة 9:30 صباحًا حتى 2 مساءً بالتوقيت المحلي تقاطعًا في إربين كان يستخدمهُ مئات المدنيين للفرار إلى كييف، بينما أطلقت القوات الأوكرانية قذائف الهاون على القوات الروسيّة من موقعٍ يقعُ على بُعد حوالي 180 مترًا من التقاطع. ذكرت هيومن رايتس ووتش أنَّ «كلا الجانبين في هذا النزاع ملزمان باتخاذ جميع الخطوات الممكنة لتجنّبِ إلحاق الأذى بالمدنيين والسماح للسكان المدنيين بالإخلاء بأمان». كانَ هذا القصف المستمرّ والعنيف جزءًا من معركة إربين وقد تسبَّبَ في مقتلِ ثمانية مدنيين.

### هجوم مستشفى ماريوبول
قَصفت القوات الروسية في التاسع من آذار/مارس مستشفى للولادة والأطفال في مدينةِ ماريوبول، ما تسبَّبَ في تدميرِ المستشفى. وصفَ رئيس الوزراء البريطاني بوريس جونسون القصف بأنه «رذيل» (بالإنجليزية: Depraved)، فيما وصفَ دميترو أيفانوفيج كوليبا القصف بأنه «جريمة حرب مروّعة». انتشرَ عقبَ القصف مقطع فيديو يُصوّر امرأة حامل منقولة على نقالة بعدما تعرّضت للإصابة خلال القصف، حيث نُقلت لمستشفى آخر لكنّها تُوفيّت في الثالث عشر من آذار/مارس بعد وفاة جنينها.
اللجنة الدولية للصليب الأحمر تُعلن عن «كارثة إنسانيّة كبرى» في ماريوبول
حذَّرت اللجنة الدولية للصليب الأحمر في 13 آذار/مارس من أنَّ الوقت ينفد بالنسبة لأولئك المحاصَرين وذلك بسببِ حصار الجيش الروسي لمدينة ماريوبول وأنَّ المواطنين هناك يواجهون «أسوأ سيناريو» ما لم تتوصَّل الأطراف المتحاربة إلى اتفاقٍ لضمانِ سلامتهم الفوريّة والوصولِ إلى المساعدات الإنسانية، وقالت اللجنة إنَّ هناك حاجة إلى «اتفاق ملموس ودقيق وقابل للتنفيذ» دون تأخير حتى يتمكَّن المدنيون الراغبون في المغادرة من الوصول إلى برِّ الأمان، وحتى يُمكن أن تَصل المساعدات إلى أولئك الذين يحتاجونها.
أعلنَ متحدثٌ آخرٌ باسمِ اللجنة الدولية للصليب الأحمر في الرابع عشر من آذار/مارس أنَّ «مئات الآلاف» من الناس في المدينة يُواجهون نقصًا حادًا أو كليًا في الضروريات الأساسية مثل الغذاء والماء والأدويّة. غادرت المدينة في نفسِ اليوم أكثر من 160 سيّارة خاصة إلى زاباروجيا عبر الممرِّ الإنساني وذلك عقبَ فشلِ خمس محاولات سابقة.

### حوادث أخرى
وفقًا لمسؤولين أوكرانيين، استخدمت القوات الروسية متفجرات مخبأة في لعبة أطفال وهواتف محمولة وأشياء ثمينة.

## الإجراءات القانونية

### المحكمة الجنائية الدولية
بدأت المحكمة الجنائية الدولية في 25 نيسان/أبريل 2014 فحصًا أوليًا للجرائم ضد الإنسانيّة والتي يُمكن أن تكون قد حدثت في أوكرانيا خلال الاحتجاجاتِ التي عُرفت ياسمِ الميدان الأوروبي وياقي الاضطرابات المدنيّة التي حصلت عام 2014، وكذا خلال ضمّ شبه جزيرة القرم عام 2014 من ِبل روسيا، والحرب في دونباس. وجدَ المدعي العام للمحكمة الجنائية الدولية في الحادي عشر من كانون الأول/ديسمبر 2020 أنَّ «هناك أساسًا معقولًا للاعتقادِ بارتكابِ جرائم حرب وجرائم ضد الإنسانيّة» وأنَّ «الجرائم المزعومة التي تم تحديدها [اعتبارًا من كانون الأول/ديسمبر 2020] مقبولة»، وأنه كان هناك «أساسٌ معقولٌ للتحقيق، بشرطِ الحصول على إذنٍ قضائي».
صرَّحَ المدعي العام للمحكمة الجنائية الدولية كريم أحمد خان في الخامس والعشرين من شباط/فبراير 2022 أنَّ المحكمة الجنائية الدولية يُمكنها «ممارسة اختصاصها والتحقيق في أي عمل من أعمال الإبادة الجماعية أو الجرائم ضد الإنسانية أو جرائم الحرب المرتكَبة داخل أوكرانيا»، وصرَّح خان في 28 شباط/فبراير أنه سيبدأ تحقيقًا كاملاً أمام المحكمة الجنائية الدولية وأنه طلب من فريقهِ «استكشاف جميع فرص حفظ الأدلة»، وذكر أنه سيكون من الأسرع فتح التحقيق رسميًا إذا أحالت دولةٌ عضوٌ في المحكمة الجنائية الدولية القضية للتحقيق، فيمَا صرَّحت رئيسة الوزراء الليتوانية إنغريدا سيمونيت في نفس اليوم أنَّ ليتوانيا طلبت فتح تحقيقٍ للمحكمة الجنائية الدولية.
قائمة الدول التي أحالت روسيا إلى المحكمة الجنائية الدولية بتهمة ارتكاب جرائم حرب في أوكرانيا
تمَّت إحالة قضيّة جرائم الحرب في أوكرانيا إلى المحكمة الجنائية الدولية من قبل الدول التالية:
1. ألبانيا
2. أستراليا
3. النمسا
4. بلجيكا
5. بلغاريا
6. كندا
7. كولومبيا
8. كوستاريكا
9. كرواتيا
10. قبرص
11. جمهورية التشيك
12. الدنمارك
13. إستونيا
14. فنلندا
15. فرنسا
16. جورجيا
17. ألمانيا
18. اليونان
19. هنغاريا
20. أيسلندا
21. أيرلندا
22. إيطاليا
23. اليابان
24. لاتفيا
25. ليختنشتاين
26. ليتوانيا
27. لوكسمبورغ
28. مالطا
29. مقدونيا الشمالية
30. النرويج
31. هولندا
32. نيوزيلاندا
33. بولندا
34. البرتغال
35. رومانيا
36. سلوفاكيا
37. سلوفينيا
38. إسبانيا
39. السويد
40. سويسرا
41. المملكة المتحدة

أعلنَ المدعي العام للمحكمة الجنائية الدولية في الثالث من آذار/مارس أن مكتبه يمضي في جمعِ الأدلة على جرائم الحرب المزعومة والجرائم ضد الإنسانية والإبادة الجماعيّة التي ارتكبتها القوات الروسية خلال الغزو. جاءت هذه الأنباء في أعقاب «إحالةِ» 39 دولة للوضع في أوكرانيا إلى المحكمة الجنائية الدوليّة.

### محكمة العدل الدولية
قدَّمت أوكرانيا في السابع والعشرين من شباط/فبراير التماسًا إلى محكمة العدل الدولية بحجّةِ أنَّ روسيا انتهكت اتفاقية الإبادة الجماعية باستخدامِ اتهامٍ لا أساس له من خلالِ اتهامِ كييف بارتكابِ إبادة جماعيّة في حقّ الروس من أجلِ تبرير عدوانها على أوكرانيا. دعت محكمة العدل الدوليّة في الأول من آذار/مارس روسيا رسميًا إلى «التصرف بطريقة» تجعل من الممكن اتخاذ قرار بشأن «التدابير المؤقتة» حتى تُصبح ساريّة. عُقدت جلسة استماع في محكمة العدل الدولية لمناقشة «قضيّة أوكرانيا ضد روسيا» يومي 7 و8 آذار/مارس 2022، في قصر السلام في لاهاي عبر الإنترنت، مع بث مباشر باللغتين الإنجليزيّة والفرنسية.

### الجوانب القانونية الأخرى
صرَّح جيوندوز ماميدوف النائب السابق للمدعي العام لأوكرانيا في 25 شباط/فبراير 2022 أنه كان يجمع أدلة على جرائم الحرب، فيمَا صرَّح وزير الخارجية الأوكراني دميترو كوليبا في نفسِ اليوم أنَّ روسيا ترتكبُ جرائم حرب، وأن الوزارة والمدعي العام لأوكرانيا كانا يجمعان الأدلة، بما في ذلك الهجمات على رياض الأطفال ودور الأيتام، والتي سيتمُّ «نقلها على الفور إلى المحكمة الجنائية الدولية». أكَّدَ رئيس الوزراء الأوكراني دنيس أناتوليفيج شميكال في اليومِ الموالي إنَّ روسيا ترتكبُ جرائم حرب.
خلالَ مناقشةٍ في مجلس العموم في 24 شباط/فبراير، قالَ رئيس الوزراء البريطاني بوريس جونسون إنَّ «أيَّ شخصٍ يُرسل روسيًا إلى معركةٍ لقتل الأوكرانيين الأبرياء يُمكن أن يواجه اتهامات» ثمّ قارنَ بوتين بالرئيس الصربي السابق سلوبودان ميلوسيفيتش، كما أعربَ جونسون عن دعمه لتشكيل محكمة دولية لمحاكمة مرتكبي جرائم الحرب التي ارتُكبت خلال الغزو. قال كريس براينت النائب عن حزب العمّال المعارض إنَّ بوتين «يجبُ أن يَمْثُلَ أمام محكمة وأن يُكمل [باقي] أيّامه في السجن».